# Henry Otis Pratt

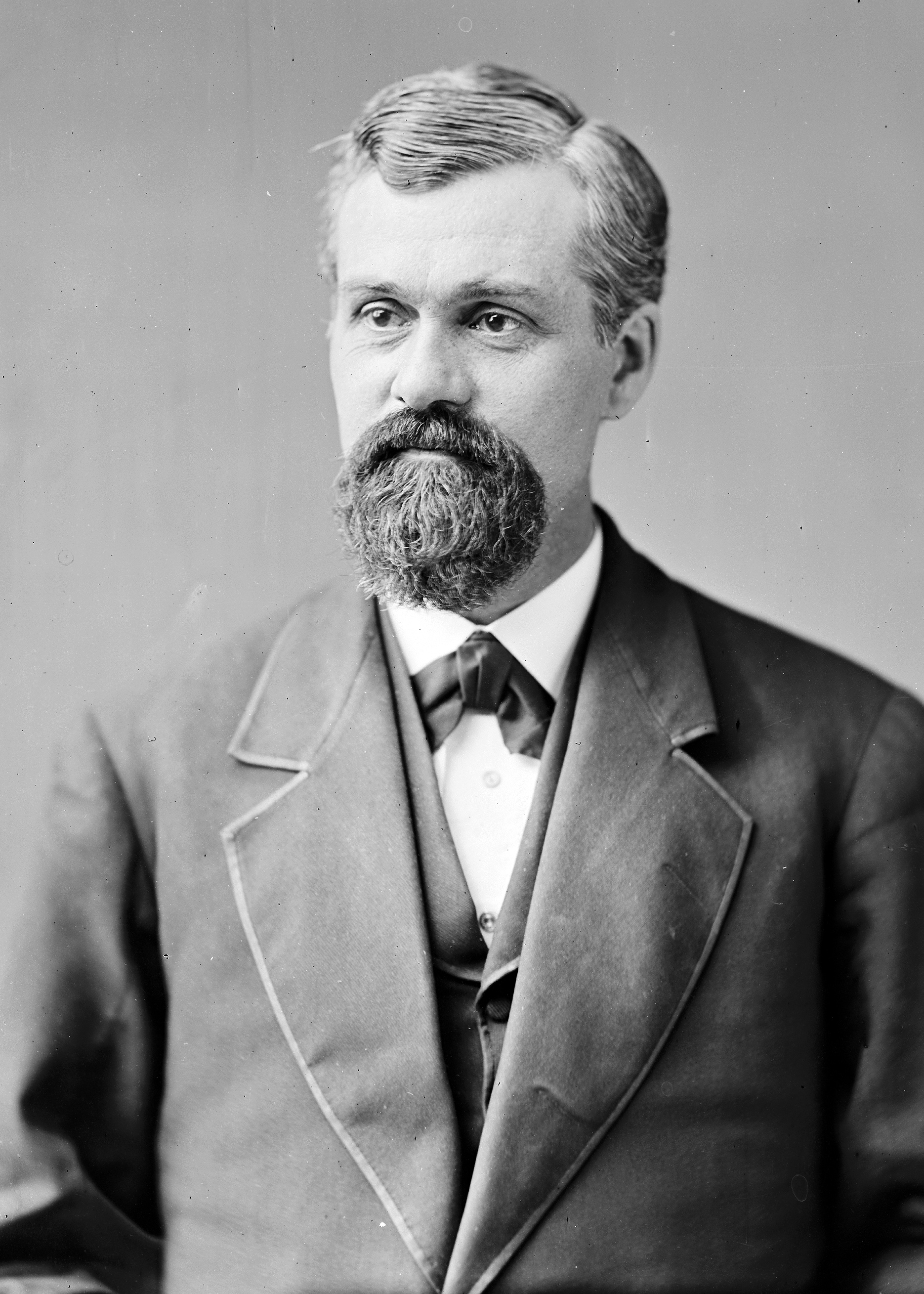
Henry Otis Pratt

Henry Otis Pratt (* 11. Februar 1838 in Foxcroft, Piscataquis County, Maine; † 22. Mai 1931 in Cedar Rapids, Iowa) war ein US-amerikanischer Politiker. Zwischen 1873 und 1877 vertrat er den Bundesstaat Iowa im US-Repräsentantenhaus.

## Werdegang
Henry Pratt besuchte die öffentlichen Schulen seiner Heimat einschließlich der Foxcroft Academy. Nach einem anschließenden Jurastudium an der Harvard University wurde er im Jahr 1862 als Rechtsanwalt zugelassen. 1862 zog er nach Charles City in Iowa, wo er als Lehrer arbeitete. In den Jahren 1862 und 1863 diente er während des Bürgerkrieges als Soldat in der Armee der Union. Seit 1864 praktizierte Pratt in Charles City als Rechtsanwalt. In den Jahren 1868 und 1869 war er auch Schulrat im Floyd County.
Henry Pratt war Mitglied der Republikanischen Partei. Von 1870 bis 1872 saß er als Abgeordneter im Repräsentantenhaus von Iowa. Bei den Kongresswahlen des Jahres 1872 wurde er im vierten Wahlbezirk von Iowa in das US-Repräsentantenhaus in Washington, D.C. gewählt, wo er am 4. März 1873 die Nachfolge von Madison Miner Walden antrat. Nach einer Wiederwahl im Jahr 1874 konnte er bis zum 3. März 1877 zwei Legislaturperioden im Kongress absolvieren. Im Jahr 1876 verzichtete er auf eine erneute Kandidatur. 1877 war Pratt Präsident des regionalen republikanischen Parteitags in Iowa.
Danach studierte Henry Pratt Theologie. Er wurde im Oktober 1877 zum Geistlichen der Methodist Episcopal Church ordiniert. Bis 1918 bekleidete er dieses Amt. Danach zog er sich in den Ruhestand zurück. Er starb im Mai 1931 im Alter von 93 Jahren.